# Lesbians and Gays Support the Miners

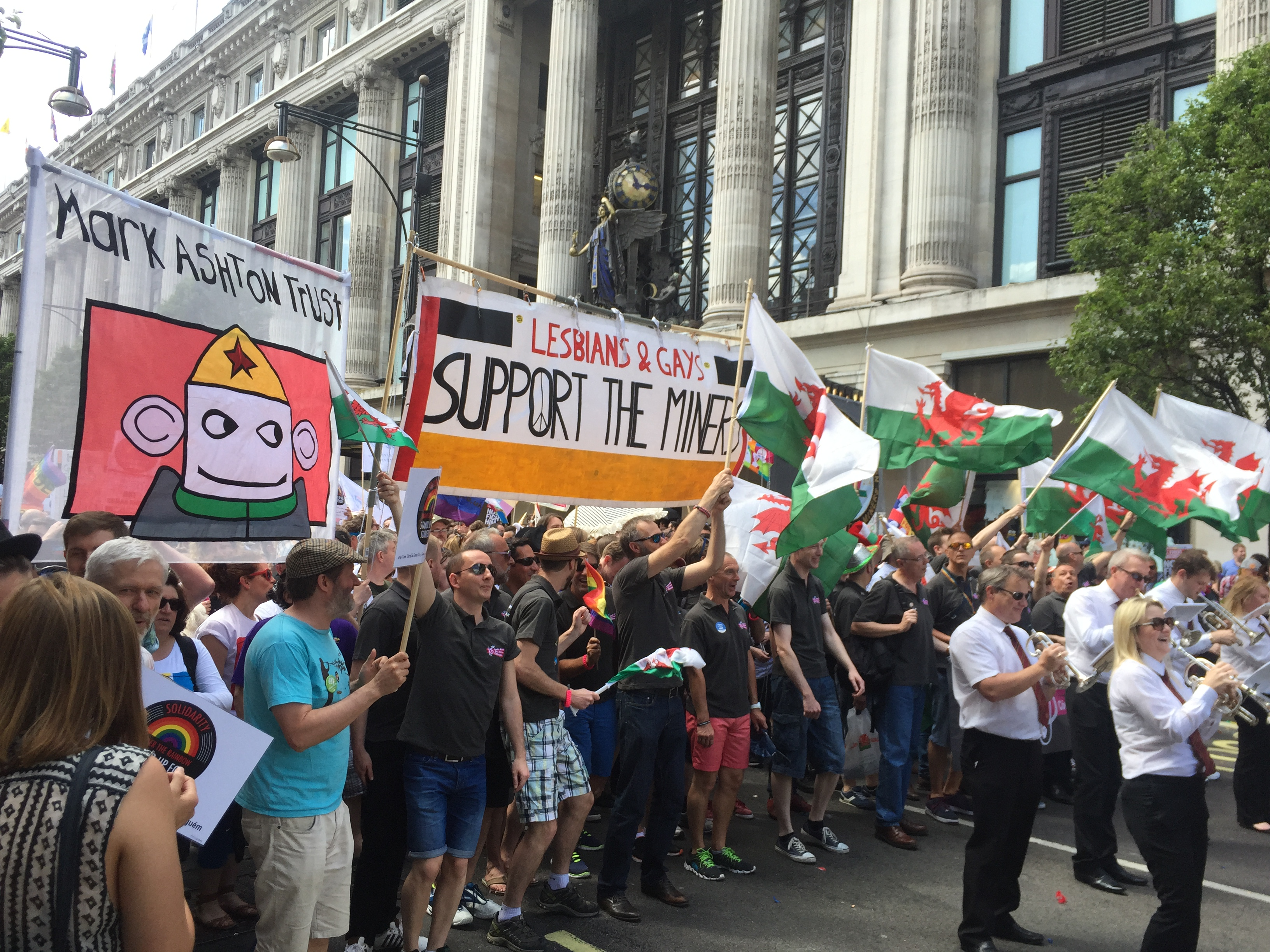
Mitglieder von LGSM und walisische Bergleute auf der London Pride 2015, mit einem Transparent von 1984

Lesbians and Gays Support the Miners (LGSM, deutsch: Lesben und Schwule unterstützen die Bergarbeiter) war eine britische Vereinigung von Homosexuellen, die sich zur finanziellen und moralischen Unterstützung der Streikenden und ihrer Familien während des einjährigen Bergarbeiterstreiks von 1984/1985 gegründet hatte. Als der Arbeitskampf im März 1985 endete, gab es 11 LGSM-Gruppen in Großbritannien.
Die von Lesben und Schwulen erwiesene Solidarität mit den Streikenden sicherte der sich formierenden Lesben- und Schwulenbewegung während der folgenden Jahre die politische Unterstützung der mächtigen Bergarbeitergewerkschaft National Union of Mineworkers (NUM). Bergarbeiter führten 1985 in London die Lesbian and Gay Pride Parade an. Im Herbst 1985 wurde mit Unterstützung der Gewerkschaften auf dem Parteitag der Labour Party in Bournemouth ein Antrag durchgesetzt, der die Partei zur Unterstützung der Rechte von Lesben und Schwulen verpflichtete. Im 1988 vergeblich geführten Kampf gegen Section 28 zählten die Bergarbeiter zu den wichtigsten Verbündeten der Lesben- und Schwulenbewegung. Ehemalige LGSM-Aktivisten fanden sich noch bis 2016 gelegentlich zu Aktionen zusammen oder gaben politische Erklärungen ab.

## Geschichte

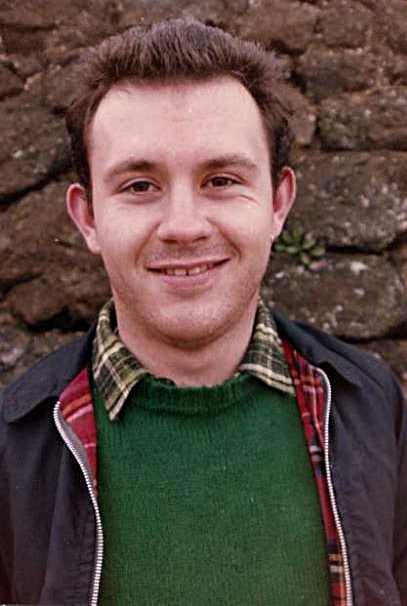
Mark Ashton (1960–1987)

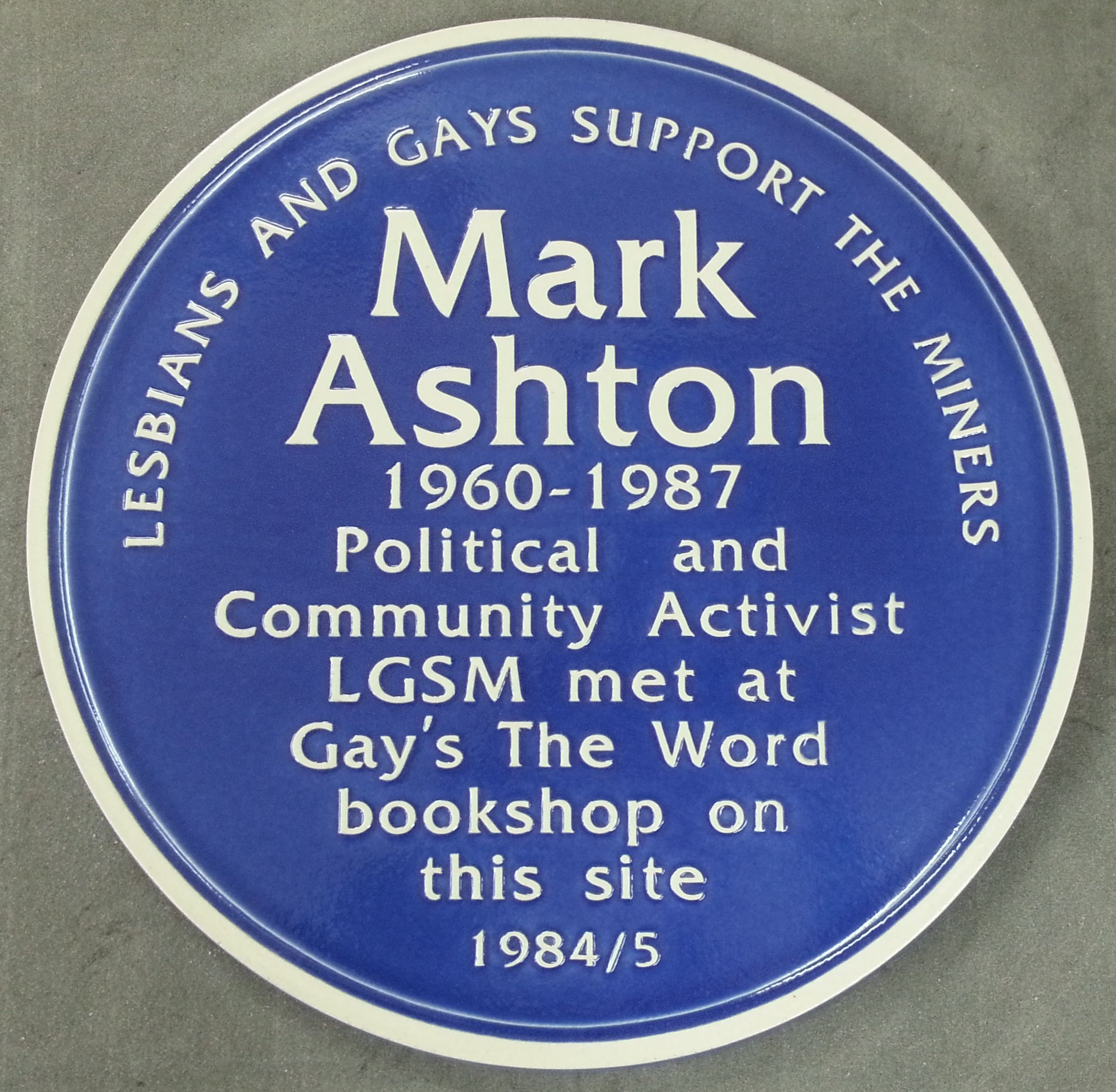
Gedenktafel über dem Buchladen Gay’s the Word, 2017

### Hintergrund
Bereits zu Beginn des von März 1984 bis März 1985 andauernden Streiks wurde der Führung der National Union of Miners und den Bergarbeitern und ihren Familien klar, dass ihnen ein langer und harter Arbeitskampf bevorstand. Die große Zahl der Streikenden hätte aus den Streikkassen nur für wenige Tage bezahlt werden können. Zudem war bereits vor dem Streik durch eine Regierungsverordnung die seit der Nachkriegszeit bis in die 1970er Jahre übliche staatliche Beihilfe für die Familien von Streikenden um 15 £ wöchentlich, später sogar um 16 £ gekürzt worden. Schon im März 1984 begannen sich in Südwales Solidaritätsgruppen zu bilden, es wurden Lebensmittel, Kleidung und Geld gesammelt.
Die National Union of Miners in Südwales war im Unterschied zu den regionalen Gliederungen in anderen Teilen des Vereinigten Königreichs im ganzen Land mit Demonstrationen und Streikposten vor Betrieben der Kohle- und Stahlindustrie aktiv. Damit handelte sie den gerade verschärften Gesetzen zur Verhinderung von Arbeitskämpfen zuwider. Im August wurden die Gelder der NUM in Südwales durch einen Gerichtsbeschluss eingefroren. Später folgte, wegen der Durchführung des Streiks ohne vorherige Urabstimmung, auch auf nationaler Ebene das Einfrieren der Gewerkschaftsgelder. Spenden an die Gewerkschaft hätten die notleidenden Bergarbeiterfamilien somit nicht mehr erreicht. Die Gewerkschaftsführung ermutigte Unterstützergruppen im ganzen Land zur Partnerschaft mit den Gemeinden der Bergarbeiter in England, Schottland und Wales.

### Gründung
Zu den ersten Unterstützergruppen außerhalb der betroffenen Regionen gehörte die Ende Juni 1984 von Mark Ashton und seinem Freund Mike Jackson gegründete Vereinigung LGSM. Ashton und Jackson hatten bereits kurz zuvor während des Londoner Lesbian and Gay Pride March Geld für die Bergarbeiter gesammelt. Das Zusammentreffen mit einem Bergarbeiter aus Südwales, der nach dem Pride March auf einer Veranstaltung der Labour Campaign for Lesbian and Gay Rights (LCLGR) redete, einer Gruppierung innerhalb der Labour Party, veranlasste Ashton und Jackson zur Gründung einer Unterstützergruppe.
Ashton war seit Jahren ein offen schwul auftretender linker Aktivist, seit 1982 war er Mitglied der Young Communist League. Seinen Angaben zufolge nahmen am ersten Treffen von LGSM ausschließlich Mitglieder der Communist Party und der Labour Party teil. Während die Gründung ausschließlich auf Aktivisten zweier politischer Parteien zurückging, fand LGSM rasch zu einer breiteren politischen Basis. Viele Mitglieder lobten die Diversität der politischen Überzeugungen innerhalb von LGSM, wiesen aber auch darauf hin, dass LGSM eine Organisation von weißen Männern sei. Erhaltene Teilnehmerlisten der Treffen belegen, dass unter den etwa 50 Teilnehmern stets nur wenige Frauen anwesend waren.
Die Bergarbeiter von Dulais Valley bauten nach dem Einfrieren der Gewerkschaftsgelder ein Unterstützer-Netzwerk in London auf, dem auch Lesbians and Gays Support the Miners angehörte. Für LGSM bot die direkte Partnerschaft mit einzelnen Bergbaugemeinden die Möglichkeit, bürokratischen Hemmnissen und der Gefahr der Vereinnahmung bei einer denkbaren Zusammenarbeit mit der National Union of Miners zu entgehen.
Noch im Sommer 1984 wurde in Glasgow die zweite LGSM-Gruppe gegründet. Es folgten Edinburgh, Brighton, Liverpool, Manchester, Bournemouth, Southampton, Leicester, Cardiff und Swansea.

### Aktivitäten

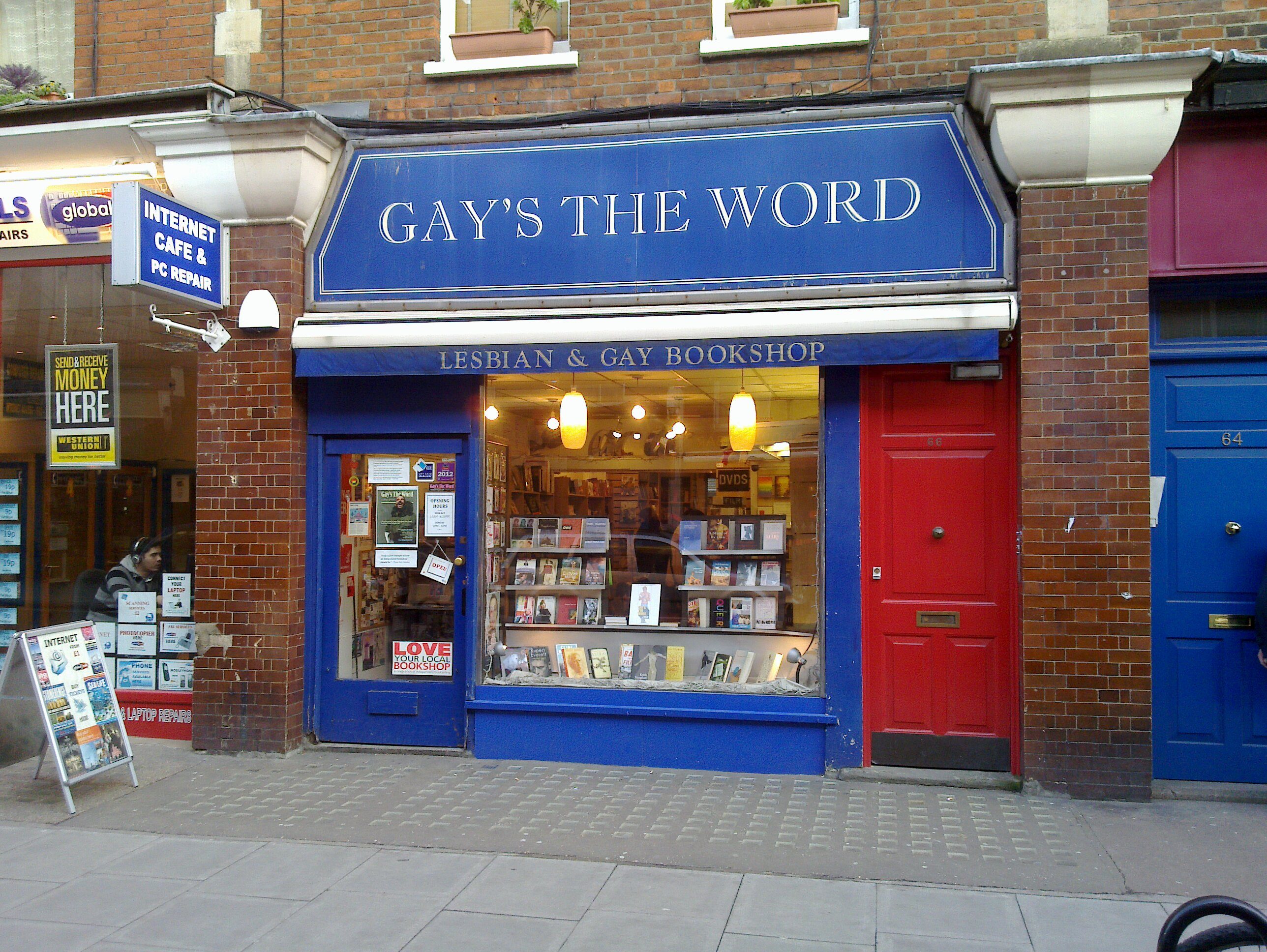
Der Buchladen Gay’s the Word, Treffpunkt von LGSM, 2012

Die Londoner LGSM-Gruppe traf sich während der Dauer des Arbeitskampfes wöchentlich an unterschiedlichen Orten. Als ihre Zentrale galt der schwule Buchladen Gay’s the Word in der Marchmont Street im London Borough of Camden. Defend Gay’s the Word war seinerzeit eine bedeutende Kampagne in der Londoner Schwulenbewegung, nachdem es in dem Buchladen im März 1984 zur Beschlagnahme von Büchern und zu Strafanzeigen wegen ungebührlichen Verhaltens gekommen war. Ein weiterer Treffpunkt war die von mehreren anderen Aktivistengruppen frequentierte Schwulenbar Fallen Angel. Die Wahl dieser populären Treffpunkte begünstigte die Spenden- und Mitgliederwerbung von LGSM, an deren Treffen bis zu 50 Personen teilnahmen, und sie entsprach dem Bemühen der Gruppe, in der lesbischen und schwulen Aktivistenszene eingebunden zu sein. Die Mitglieder von LGSM sammelten bei unterschiedlichen Gelegenheiten Spenden, beteiligten sich an Demonstrationen und Konferenzen, und besuchten die Streikenden und ihre Familien in den Partnergemeinden.
Ein wichtiges Medium der Öffentlichkeitsarbeit von Lesbians and Gays Support the Miners war die in London bei Stonewall Press erscheinende kostenlose schwule Wochenzeitung Capital Gay. Ihre Auflage von seinerzeit 50.000 Heften wurde in London und in mehreren anderen britischen Städten mit großen Schwulengemeinden verteilt und erreichte einen großen Teil der lesbischen oder schwulen Bevölkerung. Ashton erklärte noch während des Streiks in einem Interview der amerikanischen linken Zeitschrift Radical America, dass sie durch die Veröffentlichungen in der Capital Gay eine „enorme“ öffentliche Aufmerksamkeit erreicht hätten.

### Fundraising
Zur Linderung der größten Not unter den Bergleuten und ihren Familien wurden dringend Geldspenden benötigt. LGSM führte Sammlungen in von Lesben und Schwulen besuchten Lokalen und Bars sowie Straßensammlungen, Verlosungen, Trödelmärkte und Kulturveranstaltungen durch. So kamen zur Unterstützung der Bergleute bis zum Jahresende 1984 11.000 £ und bis zum Ende des Streiks 20.000 £ zusammen. Mark Ashton schätzte, dass die Londoner LGSM-Gruppe während des Streiks ein Viertel der Kosten für den Lebensunterhalt der Bergarbeiter von Dulais getragen hat.
Die größte Spendenveranstaltung war mit Netto-Einnahmen von 5.650 £ das von LGSM organisierte Benefizkonzert „Pits and Perverts“ (deutsch: in etwa „Zeche und Perverse“) mit der in der Lesben- und Schwulenbewegung populären Gruppe Bronski Beat am 10. Dezember 1984 im Londoner Electric Ballroom. Ihren Höhepunkt erreichte die Veranstaltung, als ein Vertreter der National Union of Mineworkers die Bühne betrat und vor den 1.500 Konzertbesuchern erklärte:

“You have worn our badge, ‘Coal not Dole’, and you know what harassment means, as we do. Now we will pin your badge on us; we will support you. It won’t change overnight, but now 140,000 miners know that there are other causes and other problems. We know about blacks, and gays and nuclear disarmament, and will never be the same. 
 
 (deutsch: Ihr habt unsere Plakette getragen ‚Kohle nicht Almosen‘ und ihr wisst was Drangsalierung ist, wie wir es tun. Jetzt werden wir uns eure Plakette anstecken; und wir werden euch unterstützen. Die Dinge werden sich nicht über Nacht ändern, aber jetzt wissen 140.000 Bergarbeiter, dass es andere Streitsachen und andere Probleme gibt. Wir wissen nun Bescheid über Schwarze und Schwule und atomare Abrüstung und wir werden nicht mehr dieselben sein.)”

Die abwertende Bezeichnung als Titel des Konzerts geht auf die beleidigende Überschrift Perverts support the pits! (deutsch: „Perverse unterstützen die Gruben“) eines Artikels der britischen Boulevardzeitung The Sun zurück. Das von dem homophoben und gewerkschaftsfeindlichen Verleger Rupert Murdoch herausgegebene Blatt hatte während des Streiks klar Stellung gegen die Bergarbeiter bezogen.

### Persönliche Begegnungen
Zu den Aktivitäten der LGSM-Gruppen gehörten auch gegenseitige Solidaritätsbesuche mit den Bergbaugemeinden und ihren Vertretern. Die Londoner Gruppe unterhielt Partnerschaften mit den Bergbaugemeinden im Neath Valley, im Dulais Valley und im Swansea Valley, alles Täler, die zu den South Wales Valleys im Süden von Wales gehören. Die Londoner Schwulenzeitung Capital Gay hob hervor, dass die Bergarbeitergemeinden „all die uns bedrohenden sexistischen, patriarchalischen und schwulenfeindlichen Ansichten verinnerlichen“ (englisch: encapsulate all the sexist, patriarchal and anti-gay views which threaten us …).
Die Erfahrung der Beteiligten war eine andere. Noch während des Streiks bestätigten sowohl Grubenarbeiter und ihre Familien als auch die Aktivisten von LGSM, dass es zu einer Annäherung zwischen den Vertretern beider Gruppen gekommen sei. Eine Frau aus Dulais erklärte, dass „der Streik nötig gewesen sei, um freundlicher mit Lesben und Schwulen umzugehen“. Andere berichteten, dass es bereits vor dem ersten Besuch der Londoner Unterstützer Diskussionen im Ort gegeben habe, und dass sich nach deren Eintreffen ganze Familien beim Tee über Schwulenrechte und menschliche Sexualität unterhalten haben. Auch die Mitglieder von LGSM fanden ihre Vorurteile nicht bestätigt, sie freuten sich vielmehr über den warmherzigen Empfang und darüber, dass die Schranken der Vorurteile weggebrochen waren (to imagine that we would have been welcomed, really, so warmly. I mean, all the myths and all the barriers of prejudice were just broken down when we went down to the valley).

### Spaltung
Im November 1984 spaltete sich LGSM, als die Mehrheit der Lesben die Organisation verließ und die Lesbians Against Pit Closures gründete. Vorangegangen waren Auseinandersetzungen, in denen die Lesben den Männern von LGSM Sexismus, Misogynie und Lesbophobie vorgeworfen hatten. Einige Frauen gaben an, dass sie sich während der Treffen der Gruppe von der Mehrheit der Männer eingeschüchtert gefühlt hätten. Der Kern von LGSM habe aus Männern bestanden, die in linken Parteien aktiv gewesen seien und versucht hätten, ihre Parteilinie zur Linie der Gruppe zu machen. Andere Stimmen hoben hervor, dass die Zusammensetzung der Gruppe zu Unterdrückung, Einschüchterung und zur Verweigerung von Erörterungen der Lage von Frauen und Schwarzen geführt habe. Einer der so angegriffenen Männer erklärte dazu später, dass sich die Männer bei den Treffen der Gruppe so verhalten hätten, wie sich Männer bei Treffen im Allgemeinen verhalten. Vertreterinnen der Socialist Workers Party (SWP) wandten sich gegen die Spaltung und warfen den ausscheidenden Frauen vor, sie wichen der Auseinandersetzung aus, anstatt Sexismus dort zu bekämpfen, wo er auftritt.
Die Gründung der Lesbians Against Pit Closures sollte nicht nur das persönliche Bedürfnis der betroffenen Frauen nach einem geschützten Raum „nur für Frauen“ befriedigen. Die erklärte Absicht war es, Frauen eine öffentlich wahrgenommene Stimme zu geben und feministische Positionen in die von Männern dominierte Welt des Bergbaus zu tragen.

### Nach dem Streik
Die Zusammenarbeit zwischen LGSM und der mächtigen Bergarbeitergewerkschaft beeinflusste trotz der Erfolglosigkeit des Streiks die politischen Positionen zu LGBT-Themen in Großbritannien.
Verschiedene Minenarbeitergruppen unterstützen nun die Schwulen- und Lesbenbewegung, so beispielsweise beim Lesbian and Gay Pride 1985, als Mitglieder von LGSM mit etwa 80 Minenarbeitern und Unterstützern einer Delegation der National Union of Miners aus Südwales eine Gruppe bildeten, gemeinsam marschierten und ihre Flaggen und Transparente zeigten.
Auch die Labour Party unterstützt seit 1985 die Rechte von Schwulen und Lesben offiziell, unter anderem auch weil die National Union of Mineworkers im Herbst auf dem Parteitag in Bournemouth geschlossen dafür gestimmt hatte.
Der britische Historiker Matt Cook stellte LGSM in die Nachfolge der Londoner Gay Liberation Front der 1970er Jahre. Dieser war es allerdings während der großen Bergarbeiterstreiks von 1972 und 1974 nicht gelungen, eine Bindung an die Arbeiterbewegung zu erreichen und für ihre eigenen Anliegen die Unterstützung der Gewerkschaften zu gewinnen.
Während und unmittelbar nach dem Bergarbeiterstreik produzierten Mitglieder der Lesbians and Gays Support the Miners und der Lesbians Against Pit Closures den 25-minütigen Dokumentarfilm Dancing in Dulais. Regie führte Colin Clews, ebenfalls einer der Aktivisten von LGSM. Der Film kam Anfang 1986 in die britischen Programmkinos, lief auch unter dem alternativen Titel All out! Dancing in Dulais, und wurde noch 2014 auf dem Cambridge Film Festival gezeigt.
Die Partnerschaft zwischen der Londoner Gruppe und dem walisischen Dorf Onllwyn ist Thema des 2014 erschienenen Spielfilms Pride.